# Богданівка (Васильківська селищна громада)
Богда́нівка — село в Україні, у Васильківській селищній територіальній громаді Синельниківського району Дніпропетровської області. Населення становить 351 особу.

## Географія
Розташоване в північній частині Васильківської громади на Придніпровській низовині. Середня висота над рівнем моря — 90 м.
Сусідні населені пункти: Преображенське (півн.-сх.), Колоно-Миколаївка (зах.)
За 2 кілометри від Богданівки тече річка Вовча.
В околицях Богданівки розташовується ландшафтний заказник «Преображенський».
Через Богданівку проходить автошлях Р85 Дніпро — Васильківка — Покровське — Гуляйполе — Пологи — Токмак — Мелітополь

## Історія
Перша згадка про Богданівку в історичних документах відноситься до першої чверті XIX сторіччя.
В часи радянської влади в Богданівці знаходився колгосп імені Ілліча, де займались вівчарством та м'ясо-молочним тваринництвом. Сьогодні на цих землях веде господарство ТзОВ «Зоря Нив».
У селі є восьмирічна школа, ФАП, бібліотека. Частково газифіковане.
12 червня 2020 року, відповідно до розпорядження Кабінету Міністрів України № 709-р від «Про визначення адміністративних центрів та затвердження територій територіальних громад Дніпропетровської області», увійшло до складу Васильківської селищної громади.
19 липня 2020 року, під час адміністративно-територіальної реформи та ліквідації Васильківського району, село увійшло до складу  новоутвореного Синельниківського району.

## Населення
Згідно з переписом УРСР 1989 року чисельність наявного населення села становила 407 осіб, з яких 182 чоловіки та 225 жінок.
За переписом населення України 2001 року в селі мешкало 348 осіб.

### Мова
Розподіл населення за рідною мовою за даними перепису 2001 року:
| Мова       | Відсоток |
| ---------- | -------- |
| українська | 94,30 %  |
| російська  | 4,27 %   |
| білоруська | 0,85 %   |
| молдовська | 0,28 %   |
| румунська  | 0,28 %   |

## Відомі люди
- Черваньов Дмитро Миколайович (1938—2013) — доктор економічних наук, професор. Заслужений діяч науки і техніки України. Заслужений професор Київського університету. Член-кореспондент Академії педагогічних наук України, академік Академії економічних наук України, академік Академії технологічних наук України, академік Академії інформатики України, академік Академії економічної кібернетики України, академік Міжнародної кадрової академії.